# مايك إبستاين
مايك إبستاين (بالإنجليزية: Mike Epstein)‏ هو لاعب كرة قاعدة أمريكي، ولد في 4 أبريل 1943 في ذا برونكس في الولايات المتحدة.

## وصلات خارجية
- مايك إبستاين على موقعبيزبول رفرنس.كوم (الدوري الرئيسي) (الإنجليزية)
- مايك إبستاين على موقع جمعية أبحاث البيسبول الأمريكية (الإنجليزية)
- مايك إبستاين على موقع مشجعي الرسوم البيانية (الإنجليزية)
- مايك إبستاين على موقع أوليمبيديا (الإنجليزية)